# Тэпселл, Карлайл
Карлайл Кэррол Тэпселл (англ. Carlyle Carrol Tapsell; 24 июля 1909, Адра, Британская Индия — 6 сентября 1975) — индийский хоккеист на траве, защитник. Двукратный олимпийский чемпион 1932 и 1936 годов.

## Биография
Карлайл Тэпселл родился 24 июля 1909 года в городе Адра в Британской Индии (сейчас в Индии).
Начал играть в хоккей на траве в колледже святого Георгия в Массури.
Работал на Бенгальско-Нагпурской железной дороге, играл за Бенгалию.
В 1932 году вошёл в состав сборной Индии по хоккею на траве на летних Олимпийских играх в Лос-Анджелесе и завоевал золотую медаль. Играл на позиции правого защитника, провёл 2 матча, мячей не забивал.
В 1936 году вошёл в состав сборной Индии по хоккею на траве на летних Олимпийских играх в Берлине и завоевал золотую медаль. Играл на позиции правого защитника, провёл 4 матча, забил 5 мячей (два в ворота сборной Японии, по одному — Венгрии, Франции и Германии).
Считался специалистом в исполнении штрафных ударов.
Позднее эмигрировал в Австралию, жил в Квинсленде.
Умер 6 сентября 1975 года. Похоронен на кладбище Маунт-Томпсон в Брисбене.